# Yalkaparidon
Yalkaparidon är ett släkte av utdöda pungdjur som levde under miocen. De upphittade fossilen liknar inget annat pungdjur och de listas därför i sin egen familj och egen ordning.
Släktnamnet är bildat av ordet yalkapari (bumerang) från en av de australiska språken och det gammalgrekiska ordet odous (tand). Det syftar på formen av en fördjupning i kindtänderna.
Kvarlevor av släktet upptäcktes 1988 i Australien vid fyndplatsen Riversleigh. Tänderna liknar mer tänder från andra däggdjursgrupper som tanrekar, guldmullvadar och snabelslidmöss som inte är släkt med pungdjur. De enda pungdjur som i viss mån har en liknande tanduppsättning är pungmullvadar. I överkäken fanns upp till tre framtänder, en hörntand, upp till tre premolarer och upp till tre molarer. Underkäken hade endast en framtand, ingen hörntand, upp till tre premolarer och upp till tre molarer. Uppskattningsvis var exemplaren lika stora som en råtta. På grund av tändernas utformning antas att arterna hade ägg och insektslarver som föda.
Två arter är beskrivna:
- Yalkaparidon coheni
- Yalkaparidon jonesi